# رويال ريموند رايف
رويال ريموند رايف (16 ماي 1888 - 5 أغسطس 1971) (بالإنجليزية: Royal Raymond Rife)‏ مخترع وباحث مستقل أمريكي، زعم أنه قام بتحسين أجهزة الرؤية المجهرية بشكل كبير، واكتشف علاجًا بالأشعة قادر على قتل بعض البكتيريا والفيروسات التي يُعتقد أنها مسؤولة عن السرطان.

## حياته

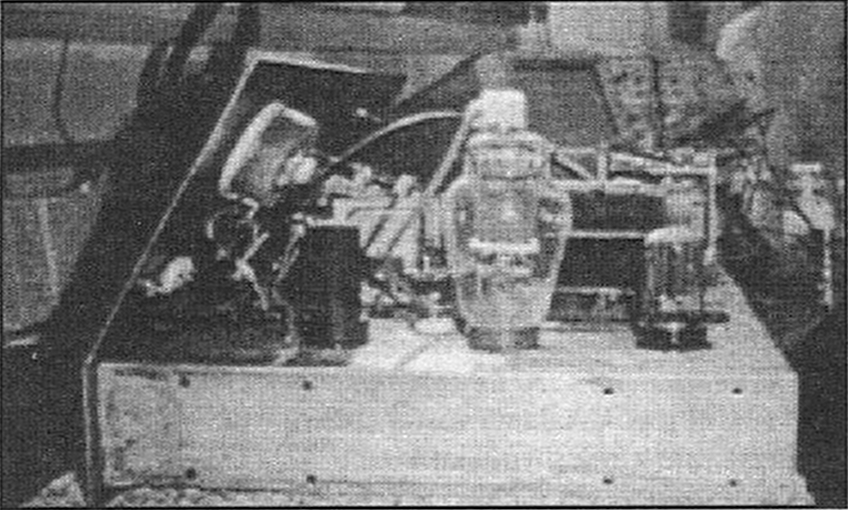
آلة رايف سنة 1922

بعد سنوات من وفاته، تم تصنيع علاجه وبيعه في العديد من البلدان كعلاج لمرض السرطان والإيدز وغيرها. توفي العديد من المرضى، وأدين عدد من المروجين بتهمة الاحتيال الصحي، وحوكموا بالسجن.
وهناك من يعتبر أنّ تجاربه تم القضاء عليها، بعد أن شعر أصحاب السلطة والنفوذ في المؤسسات الطبية الاحتكارية وشركات الأدوية مثل الجمعية الطبية الأمريكية، بخطر يمس مصالحهم المالية ويهددهم بالإفلاس.